# تلمبه حیدری
تلمبه حیدری روستایی در دهستان باغین بخش مرکزی شهرستان کرمان استان کرمان ایران است.

## جمعیت
بر پایه سرشماری عمومی نفوس و مسکن در سال ۱۳۹۵ جمعیت این مکان ۲۱ نفر (۵خانوار) بوده‌است.